# Rhinebeck (hrabstwo Dutchess)
Rhinebeck – wieś w Stanach Zjednoczonych, w stanie Nowy Jork, w hrabstwie Dutchess.